# Tordai Éva
Tordai Éva (Budapest, 1937. október 25. – 2021. március 8. vagy előtte) magyar opera-énekesnő (szoprán).

## Életpályája
A Zeneakadémia elvégzése után a luzerni operához szerződött, ahol először Amália szerepét énekelte Verdi: A haramiák című operájában. Egy ideig a bécsi Volksoper tagja volt, majd 1966-ban a Magyar Állami Operaház magánénekesnője, énektanára lett, mint lírai szoprán. Európa számos országában fellépett.
Elnyerte a Bartók–Pásztory-díjat. 

## Főbb szerepei
- Margit (Gounod: Faust)
- Tatjána (Csajkovszkij: Anyegin)
- Fenena (Verdi: Nabucco)
- Mimi (Puccini: Bohémélet)
- Cso-cso-szán (Puccini: Pillangókisasszony)
- Liù (Puccini: Turandot)

## Lemezfelvétel
- Poldini Ede: Farsangi lakodalom – Hungaroton, 2000

## Rádiófelvétel
- Jacques Offenbach: Kékszakáll (Isaure, a harmadik asszony) – 1978, karácsony
- Erkel Ferenc: Névtelen hősök